# 蓬萊山
蓬萊山，又称为蓬萊、蓬山、蓬丘、蓬壺、蓬萊仙島等。傳說渤海中三神山之一，另两座是瀛洲、方丈，為神仙居住的地方。此处自古便是秦始皇、漢武帝等皇帝求仙訪藥之處。其上物色皆白，黃金、白銀為宮闕，珠軒之樹皆叢生；華實皆有滋味，吃了能長生不老。
《山海經·海內北經》中就有「蓬萊山在海中」之句。列子卷五《湯問》：亦有「渤海之東有五山焉，一曰岱舆，二曰員峤，三曰方壺，四曰瀛洲，五曰蓬萊」的記載，並指出後來岱輿、員嶠這两座山被传说中的龙伯国巨人钓去了守护神龟，因此沉没于海中，“仙圣之播迁者巨亿计”。
「八仙過海」的神話傳說也發生在這裡，相傳呂洞賓、鐵拐李、張果老、鍾離權、曹國舅、何仙姑、藍采和、韓湘子八位神仙，在蓬萊閣醉酒後，展示各自的寶器，凌波踏浪、渡海而去，「八仙過海、各顯其能」、「八仙過海，各顯神通」或「八仙過海，各憑本事」的傳說便由此流傳。
又有一說蓬萊仙島就是指現在的台灣。另外因为日本的地理分布，也有以蓬莱三岛作為對日本的雅稱。平安時代的僧侶寬輔認為「蓬萊山」就是指富士山。《竹取物語》中提到「東海有蓬萊山」，由「蓬萊玉枝」述說富士山的緣起。1458年，琉球國尚泰久王鑄造萬國津梁之鐘，自誇琉球國為明、日兩國之間的「蓬萊島」。

## 延伸阅读
[在维基数据编辑]
 《欽定古今圖書集成·方輿彙編·山川典·蓬萊山部》，出自陈梦雷《古今圖書集成》